# Республика Корея на зимних Олимпийских играх 1964
Республика Корея принимала участие в Зимних Олимпийских играх 1964 года в Инсбруке (Австрия) в четвёртый раз за свою историю, но не завоевала ни одной медали.

## Состав сборной
Сборную страны представляло семь спортсменов: пять мужчин и две женщины, они соревновались в 3 видах спорта:
- горнолыжный спорт
- конькобежный спорт
- лыжные гонки.

Самой молодой участницей южнокорейской сборной была 17-летняя конькобежка Ким Хесук (김혜숙), самым старшим — 30-летний горнолыжник Чо Ёнсо (조영석).

## Результаты
Лучшим результатом южнокорейской сборной стало 17 место конькобежца Чхве Ёнбэ (최영배) на дистанции 5000 метров.

### Конькобежный спорт

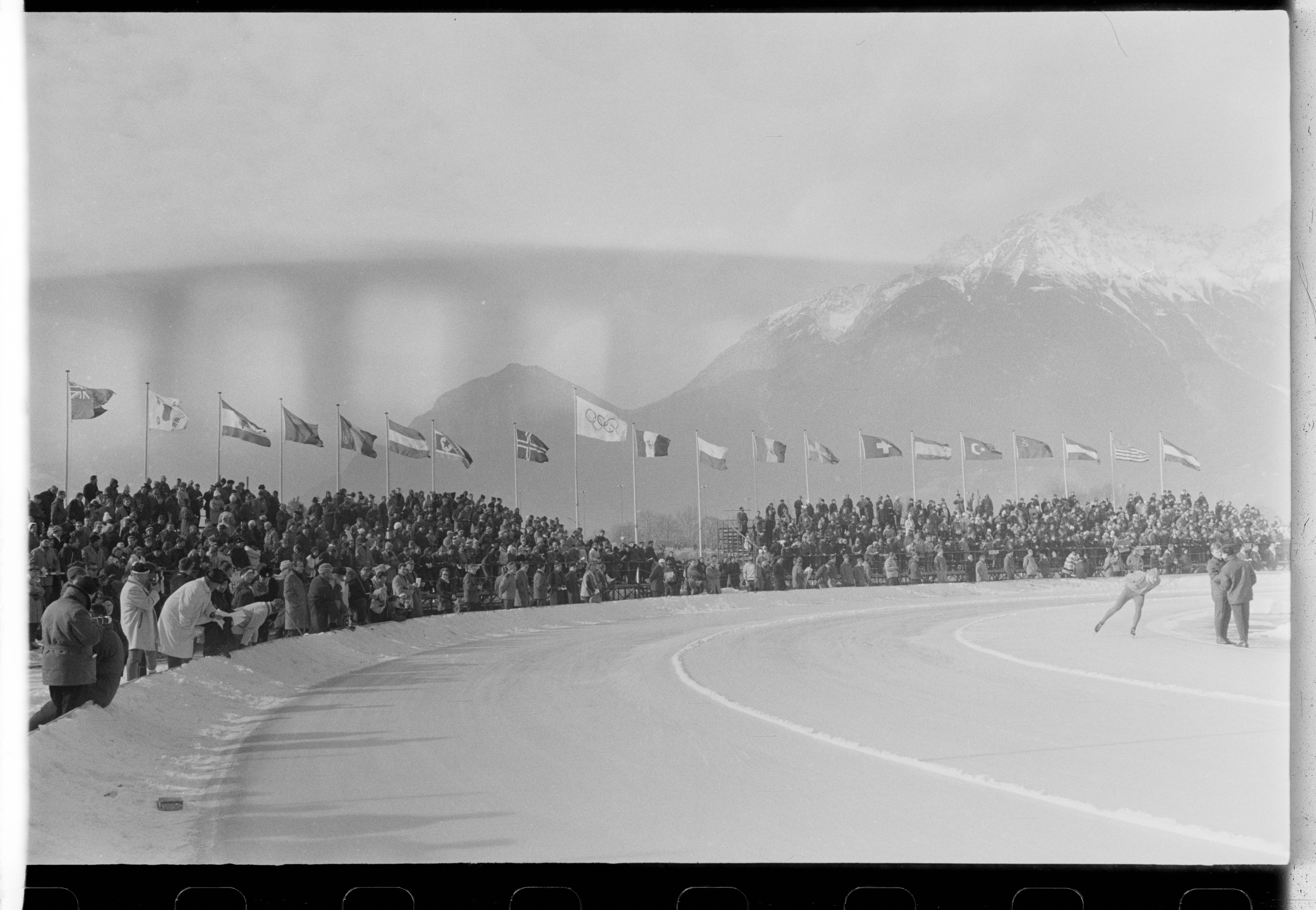
Конькобежный каток в Инсбруке в 1964 году.

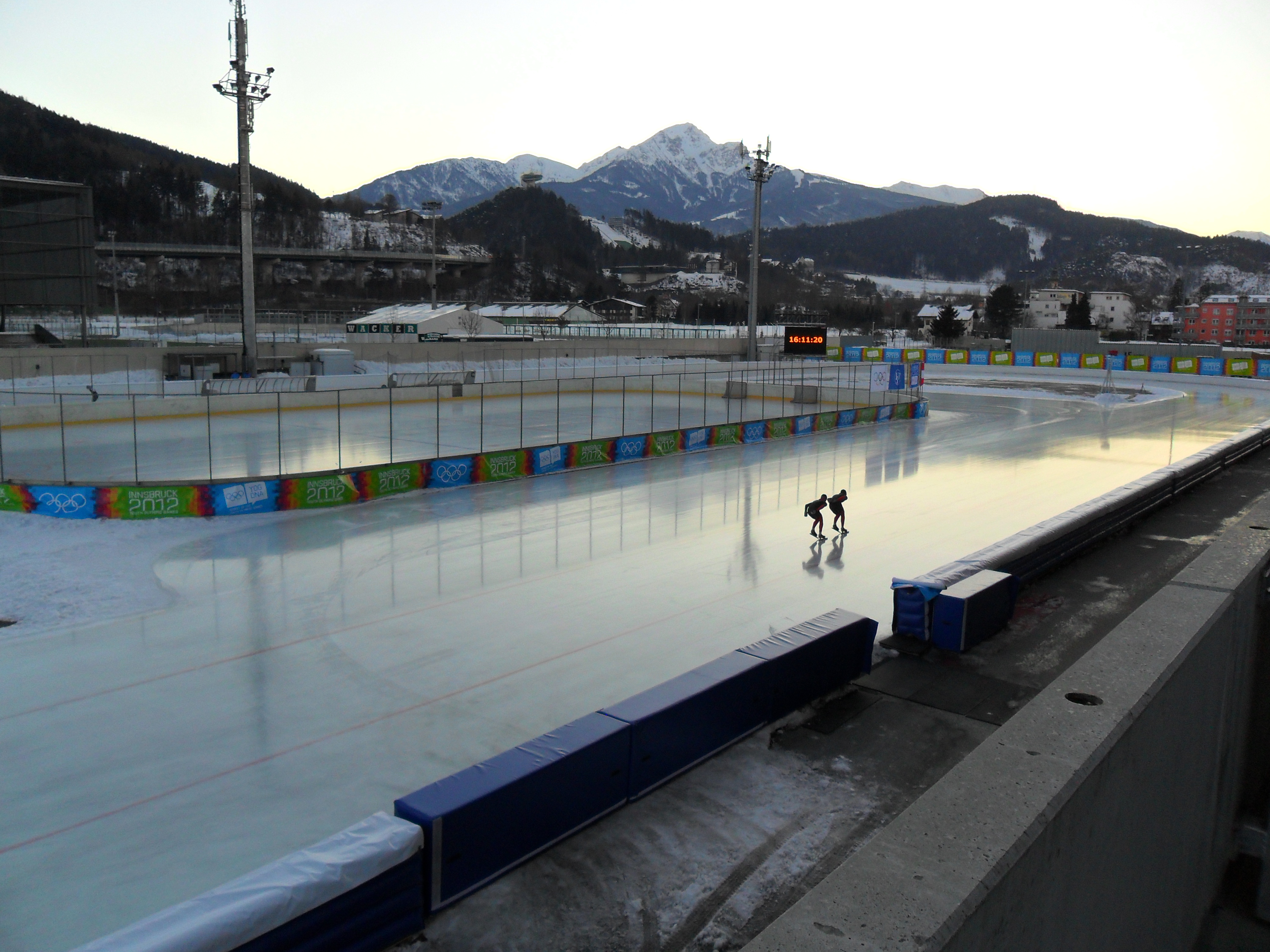
Современный вид конькобежного катка в Инсбруке.

Забеги прошли на Олимпийском конькобежном катке Инсбрука с искусственным льдом, на высоте 542 метров над уровнем моря, с 30 января по 2 февраля у женщин, и с 4 по 7 февраля у мужчин.
Мужчины
| Спортсмен   | Дистанция | Время   | Место |
| ----------- | --------- | ------- | ----- |
| Чхве Ёнбэ   | 500 м     | 44.8    | 42    |
| Чхве Ёнбэ   | 1500 м    | 2:20.3  | 40    |
| Чхве Ёнбэ   | 5000 м    | 8:03.4  | 17    |
| Чхве Ёнбэ   | 10000 м   | 17:31.3 | 31    |
| Чхве Намъён | 1500 м    | 2:30.2  | 52    |
| Чхве Намъён | 5000 м    | 8:28.0  | 36    |

Женщины
| Спортсменка | Дистанция | Время  | Место |
| ----------- | --------- | ------ | ----- |
| Ким Хесук   | 500 м     | 49.6   | 20    |
| Ким Хесук   | 1000 м    | 1:45.1 | 26    |
| Ким Гиджин  | 1500 м    | 2:39.7 | 27    |
| Ким Гиджин  | 3000 м    | 5:41.6 | 19    |

### Лыжные гонки
Соревнования прошли с 30 января по 8 февраля в 17 километрах от Инсбрука в местечке Зефельд. Старт и финиш гонок происходил на стадионе «Ланлауфцентрум», который был специально построен к Олимпиаде.
Мужчины
| Спортсмен | Дистанция | Время             | Место |
| --------- | --------- | ----------------- | ----- |
| Ян Ёнъок  | 15 км     | дисквалифицирован | -     |
| Ян Ёнъок  | 30 км     | 2:28:54.7         | 66    |
| Ян Ёнъок  | 50 км     | не финишировал    | -     |